# Schleinitzia
Schleinitzia es un género de planta perteneciente a la familia de las fabáceas.  Comprende 7 especies descritas y de estas, solo 5 aceptadas.

## Taxonomía
El género fue descrito por Warb. ex L.I.Nevling & C.J.Niezgoda  y publicado en Adansonia ser. 2. 18: 356. 1978.

## Especies aceptadas
A continuación se brinda un listado de las especies del género Schleinitzia aceptadas hasta agosto de 2012, ordenadas alfabéticamente. Para cada una se indica el nombre binomial seguido del autor, abreviado según las convenciones y usos.
- Schleinitzia fosbergii Nevling & Niezgoda
- Schleinitzia hoffmannii (Vatke) Guinet
- Schleinitzia insularum (Guill.) Burkart
- Schleinitzia megaladenia (Merr.) P.Guinet & I.C.Nielsen
- Schleinitzia novo-guineensis (Warb.) Verdc.